# Andreas Dobberkau
Andreas Dobberkau (* 1975 in Reinbek) ist ein deutscher Schauspieler.

## Leben
Dobberkau absolvierte von 1997 bis 2000 eine Schauspielausbildung an der Hamburger Schauspielschule „Bühnenstudio der Darstellenden Künste“. Nach dem Abschluss seiner Schauspielausbildung hatte er erste Theaterengagements, zunächst in Hamburg. Er spielte an der Komödie Winterhuder Fährhaus (2000, Die kleine Hexe), im Kulturzentrum Kampnagel und am Altonaer Theater; am Altonaer Theater trat er 2002 als Ted Ragg in Der aufhaltsame Aufstieg des Arturo Ui und als serviler Schüler Melworm in einer Bühnenfassung des Romans Die Feuerzangenbowle auf.
Von 2002 bis 2008 war er festes Ensemblemitglied am Theater Vorpommern. Er spielte dort ein breites Repertoire, das Stücke der Antike, von William Shakespeare und Christopher Marlowe, die deutschsprachigen Autoren der Klassik, insbesondere aber auch Stücke der Moderne und des zeitgenössischen Theaters umfasste.
Er verkörperte den Papst Hadrian in der Tragödie Die tragische Historie vom Doktor Faustus, den Lysander in Ein Sommernachtstraum, die Titelrolle in Hamlet, die Titelrolle in Heinrich von Kleists Schauspiel Der Prinz von Homburg, den Leonce in Leonce und Lena, den Hierlinger Ferdinand in Geschichten aus dem Wienerwald und den Jacques Roux in Marat/Sade. Außerdem spielte er dort in Stücken von Sławomir Mrożek, Elfriede Jelinek und Anthony McCarten.
2009 trat er an den Hamburger Kammerspielen in der deutschen Erstaufführung des Theaterstücks Frost/Nixon auf. In der Spielzeit 2009/10 übernahm er am Theater Vorpommern die Rolle des Doktor Finache in dem Lustspiel Floh im Ohr von Georges Feydeau.
Im Fernsehen übernahm Dobberkau hauptsächlich Episodenrollen in verschiedenen Fernsehserien, unter anderem in Verliebt in Berlin, SOKO Wismar, Küstenwache und Da kommt Kalle. Außerdem war er in Nebenrollen in einigen Fernsehfilmen (Die Gustloff) zu sehen.
Von Januar 2011 bis Januar 2016 spielte Dobberkau eine durchgehende Serienhauptrolle in der ZDF-Serie Küstenwache. Er verkörperte die Rolle des Polizeioberkommissars und Leitenden Maschinisten Marten Feddersen; er ist in der Serie Nachfolger von Elmar Gehlen. Im Februar 2017 war er in einer Episodennebenrolle in der ARD-Vorabendserie Morden im Norden zu sehen; er spielte den tatverdächtigen, an einer Entführung beteiligten Im- und Export-Unternehmer Björn Quade.
Dobberkau lebt in Oldenburg.

## Filmografie (Auswahl)
- 2007: Die Jäger des Ostsee-Schatzes (Fernsehfilm)
- 2007: Die Gustloff (Fernsehfilm)
- 2008: Die Pfefferkörner (Fernsehserie, Folge: Der Fluch der schwarzen Madonna)
- 2009: SOKO Wismar (Fernsehserie, Folge: Eigenheim)
- 2010: Da kommt Kalle (Fernsehserie, Folge: Chaos in der Gartenkolonie)
- 2009: Küstenwache (Fernsehserie, Folge: Das Geheimnis der Molly Rose)
- 2011–2016: Küstenwache (Fernsehserie, Serienhauptrolle als Marten Feddersen)
- 2011: Tatort: Schwarze Tiger, weiße Löwen
- 2010: Stralsund: Außer Kontrolle (Fernsehreihe)
- 2011: Nachtschicht – Reise in den Tod (Fernsehreihe)
- 2015: SOKO Leipzig (Fernsehserie, Folge: Bewegliche Ziele)
- 2016: Strawberry Bubblegums
- 2016: A Cure for Wellness
- 2016: Tatort: Echolot (Fernsehreihe)
- 2017: Morden im Norden (Fernsehserie, Folge: Reine Geldgier)
- 2018: Die Heiland – Wir sind Anwalt (Fernsehserie, Folge: Gefahr in Verzug)
- 2020: Die Heiland – Wir sind Anwalt (Fernsehserie, Folge: Ausgemustert)
- 2020: In aller Freundschaft – Die jungen Ärzte (Fernsehserie, Folge: Menschliche Makel)
- 2020: SOKO München (Fernsehserie, Folge: Auf der Hut)
- 2020: SOKO Wismar (Fernsehserie, Folge: Tod im Robbenbecken)
- 2021: Friesland: Haifischbecken (Fernsehreihe)
- 2021: Notruf Hafenkante (Fernsehserie, Folge: Rechtsabbieger)
- 2021, 2023: Die Heiland – Wir sind Anwalt (Fernsehserie, Folgen: Der Tyrann, Nichts als die Wahrheit)
- 2024: Letzte Spur Berlin (Fernsehserie, Folge: Die Jäger)
- 2024: Notruf Hafenkante (Fernsehserie, Folge: Achtung, Wolf!)